# BMW M70
BMW M70 je dvouřadý dvanáctiválcový motor uspořádaný do V 60°. Poprvé byl používán v modelech BMW E31 a E32 (BMW 850i a 750i). Motor nemá klasickou vložku válců a výbrus je přímo v nikasilovém bloku motoru. Elektronika motoru je zdvojená, motor se chová jako dva nezávislé šestiválce s dvěma motorovými jednotkami jež jsou spojeny synchronizační řídící jednotkou která reaguje na polohu plynového pedálu (e-Gas). Motor M70 je vybaven dvěma obřími katalyzátory každý s jednou lambdasondou. V Modelu BMW 750i byl motor vždy dodáván se čtyřstupňovou automatickou převodovkou výrobce ZF.
Model S70 byl používán výhradně pro závodní účely a nebyl produkčně nasazen do výroby (mimo verze S70B56 pro BMW 860).
| Model  | Objem    | Ventilů na válec | Vrtání × zdvih    | Komprese | Výkon při ot./min        | Kroutící moment při ot./min | Rok produkce |
| ------ | -------- | ---------------- | ----------------- | -------- | ------------------------ | --------------------------- | ------------ |
| M70B50 | 4988 cm³ | 2                | 84,0 mm × 75,0 mm | 8,8:1    | 220 kW (300 PS) při 5200 | 450 Nm při 4100             | 87–94        |
| S70B56 | 5576 cm³ | 2                | 86,0 mm × 80,0 mm | 9,8:1    | 280 kW (380 PS) při 5300 | 550 Nm při 4000             | 92–96        |
| S70/2  | 6064 cm³ | 4                | 86,0 mm × 87 mm   | 11,0:1   | 461 kW (627 PS) při 7500 | 651 Nm při 5600             | 94–98        |
| S70/3  | 6064 cm³ | 4                | 86,0 mm × 87 mm   | 11,0:1   | 467 kW (635 PS) při 8000 | 670 Nm při 5000             | 94–98        |
| D1/1   | 4988 cm³ | 2                | 84,0 mm × 75,0 mm | 9,5:1    | 257 kW (350 PS) při 5300 | 470 Nm při 4000             | 90–94        |
| D2     | 5646 cm³ | 2                | 86,0 mm × 81,0 mm | 10,0:1   | 306 kW (416 PS) při 5400 | 570 Nm při 4000             | 92–96        |